# Myles Amine
Myles Nazem Amine (* 14. prosince 1996) je americký zápasník – volnostylař, který od roku 2019 reprezentuje San Marino.
Pochází ze zápasnické rodiny. Tradičnímu americkému zápasu, který je součástí výuky na všech amerických středních školách, se věnoval od útlého dětství. Na střední škole Detroit Catholic Central High ho vedl trenér Mitchell Hancock. Po skončení střední školy se připravuje s týmem Michiganské univerzity, kde ho vede bývalý sovětský reprezentant a olympijský vítěz Sergej Beloglazov. V americké volnostylařské reprezentaci se neprosazoval a kvůli možnosti startovat na olympijských hrách se společně s bratrem Malikem dohodl s představiteli sanmarinského sportu, odkud pochází jeho matka Marcy. San Marino reprezentuje od roku 2019.